# Barbro Lindgrenová
Barbro Lindgrenová (* 10. března 1937) je švédská spisovatelka věnující se převážně literatuře pro děti a mládež, ale napsala i mnoho knih pro dospělé, kterým se v médiích nevěnuje tolik pozornosti. Její tvorba je kritiky oceňována především pro autorčin inovativní přístup. Za svůj život napsala přes sto děl určených různým věkovým kategoriím, mezi které se řadí sbírky básní, ilustrované knihy, romány a hry pro mládež.

## Tvorba
První knihou, kterou Barbro Lindgrenová vydala, byla Mattias sommar neboli Mattiasovo léto, která se dostala k zákazníkům v roce 1965. Následovaly tituly jako například Loranga, Masarin och Dartanjang (kniha vydaná roku 1969, na níž navazuje kniha Loranga, Loranga vydaná roku 1970), Gröngölingen är på väg (sbírka básní vydaná roku 1974), Barbros pjäser pro barn och andra (kniha her vydaná roku 1975), Sagan om den lilla farbrorn (kniha určená pro velmi mladé čtenáře, vydaná roku 1979, vykreslující postavu osamělého člověka a přátelského psa, která nastartovala spolupráci s ilustrátorkou Evou Erikssonovou), Mamman och den vilda bebin (kniha o divokém chlapci, vydaná roku 1980) a mnohé další.
V 70. letech vydala také dvě autobiografické knižní trilogie, z nichž první je složena ze tří románů psaných deníkovou formou zachycující autorčino dospívání od 10 do 15 let (Jättehemligt, Världshemligt, Bladen brinner, vydaných v letech 1971–1973). Druhá trilogie je zaměřena na postavu Sparvela, se kterým se čtenář setkává poprvé ve věku 4 let, prochází s ním školním obdobím a dostává se až k jeho strachu ze smrti (Lilla Sparvel, Bara Sparvel, Stora Sparvel, vydáno v letech 1976–1977).
Největší úspěch však Barbro Lindgrenová zaznamenala sérií knih o malém Maxovi, publikovanou v roce 1981 (Max bil, Max kaka, Max nalle). Knihy opět ilustrovala Eva Erikssonová a jsou výjimečné především svým jednoduchým, srozumitelným humorem, pohledem na svět očima dítěte a prožíváním velkých dramat v malém dětském světě. Po osmi vydaných knihách už chtěla Barbro sérii ukončit, a tak roku 1991 vydala knihu s názvem Titta Max grav!, v níž vidíme Maxe vyrůstat, oženit se a nakonec i zemřít. Nicméně o tři roky později Maxe opět vzkřísila vydáním dalších dvou knih s jeho jménem.
Také na přelomu tisíciletí vydala Barbro Lindgrenová mnoho knih. Mezi nejnovější díla Barbro Lindgrenové pak patří Vi leker att vi är pippifåglar (vydaná roku 2013, hra o dvou chlapcích, kteří nebezpečí unikli díky své představivosti) a Här är den lilla gården (opět vydaná roku 2013, v níž se vyskytují naprosto netradiční domácí zvířata).
V českém překladu se můžeme setkat s jejími tituly Tajné bratrstvo (česky vydáno nakladatelstvím Meander, 2016), Tajné bratrstvo II. (Meander, 2017), Oranžáda, Mazarén a Dartaňan (Knižní klub, 2015) a Oranžáda, Mazarén a Dartaňan 2: Ukradený papoušek (Knižní klub, 2016).
Dílo Barbro Lindgrenové bylo přeloženo do více než 30 různých jazyků. Její knihy mluví vždy přímo k dětem, díky autorčině schopnosti empatie a vciťování se do dětského myšlení a jednání. V originálním duchu popisuje radost, smutek, ale věnuje se i závažným otázkám. Její zdánlivě jednoduchý styl dokáže věrně zobrazovat atmosféru a emoce, které jsou známé a srozumitelné všem čtenářům, bez ohledu na jejich věk. U svých děl vždy spoléhá na to, že čtenáři budou schopni nahlédnout, co se skrývá pod povrchem.
Sama Barbro Lindgrenová přiznává, že na její tvorbu měla obrovský vliv i známá autorka literatury pro děti a mládež Astrid Lindgrenová. Stalo se tak díky radám, které Astrid Lindgrenová udílela Barbro Lindgrenové formou dopisu, v němž reagovala na příspěvek mladé autorky. Rady se týkaly především toho, aby Barbro nepřehlcovala jednotlivé stránky příliš mnoha ději a znaky.

## Ocenění
2004 byla nominovanou finalistkou na cenu Hanse Christiana Andersena. 2014 pak získala Barbro Lindgrenová Astrid Lindgren Memorial Award (ALMA) neboli Pamětní cenu Astrid Lingrenové. Porotci se shodli na tom, že její hlavní přínos spočívá ve vynalézavosti v rámci dětské obrázkové literatury, v tvorbě realistické beletrie i absurdní prózy určené pro mládež. Především pak v uchopení pocitu hravého štěstí i tajemné podstaty lidské existence a všudypřítomné blízkosti smrti.